# Босилеградски партизански отряд „Георги Раковски“
Босилеградски партизански отряд „Георги Раковски“ е подразделение на Първа Софийска въстаническа оперативна зона на т. нар. Народоосвободителна въстаническа армия (НОВА) по време на комунистическото Партизанско движение в България (1941 – 1944). Действа в околностите на Босилеград.
Създаден е през април 1944 г. в района на с. Дукат. Съставен е от местни българи – членове на БРП (к) и РМС. Командир на отряда е Васил Апостолов, политкомисар – Милан Гогов. Предназначен е да действа в Босилеградско и осъществява връзката между НОВА и ЮНОА. Води сражения с войска и полиция в Милевската планина.
Постепенно се разраства и в състава му са включени още български и югославски партизани. От средата на август 1944 г. преминава на оперативно подчинение на ЮНОА.
На 9 септември 1944 г. установява властта на ОФ в с. Трекляно, с. Добри дол и др.